# Edmondson (Arkansas)
Edmondson est un village situé dans l’État américain de l'Arkansas, dans le comté de Crittenden.

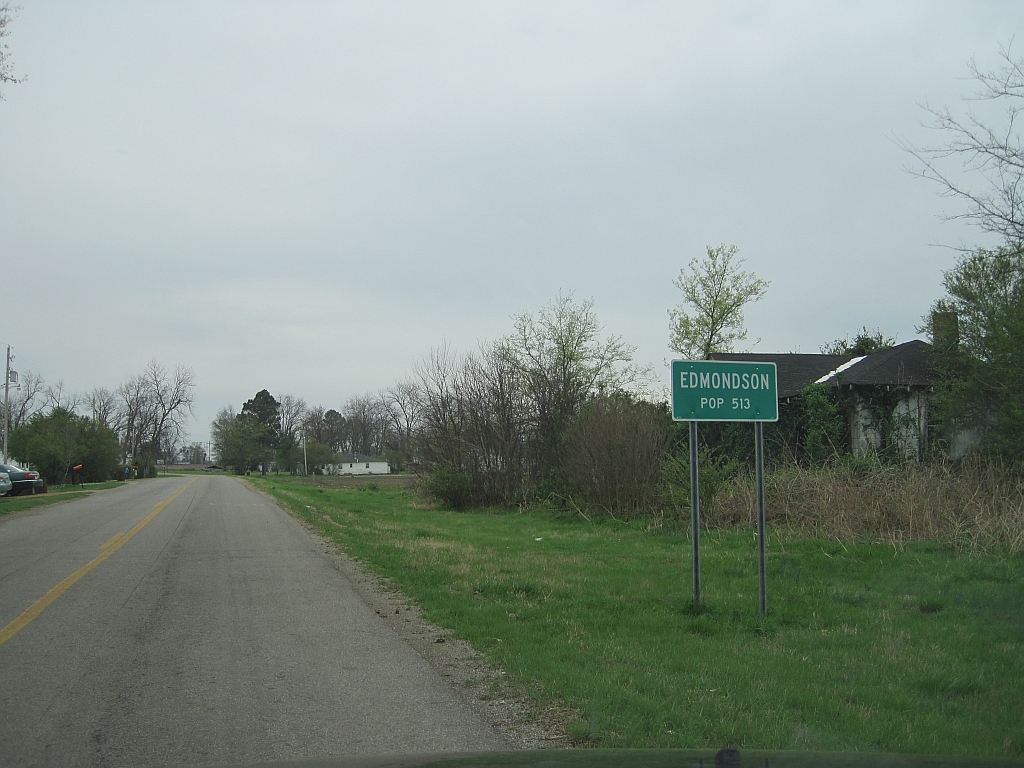
Edmondson